# Alexandre Usov
Aleksandr Vladimirovich Usov (nascido em 27 de agosto de 1977) é um ciclista olímpico bielorrusso. Representou sua nação nos Jogos Olímpicos de Verão de 2004 e 2008.